# Kokochnik (architecture)
Pour les articles homonymes, voir Kokochnik (homonymie).

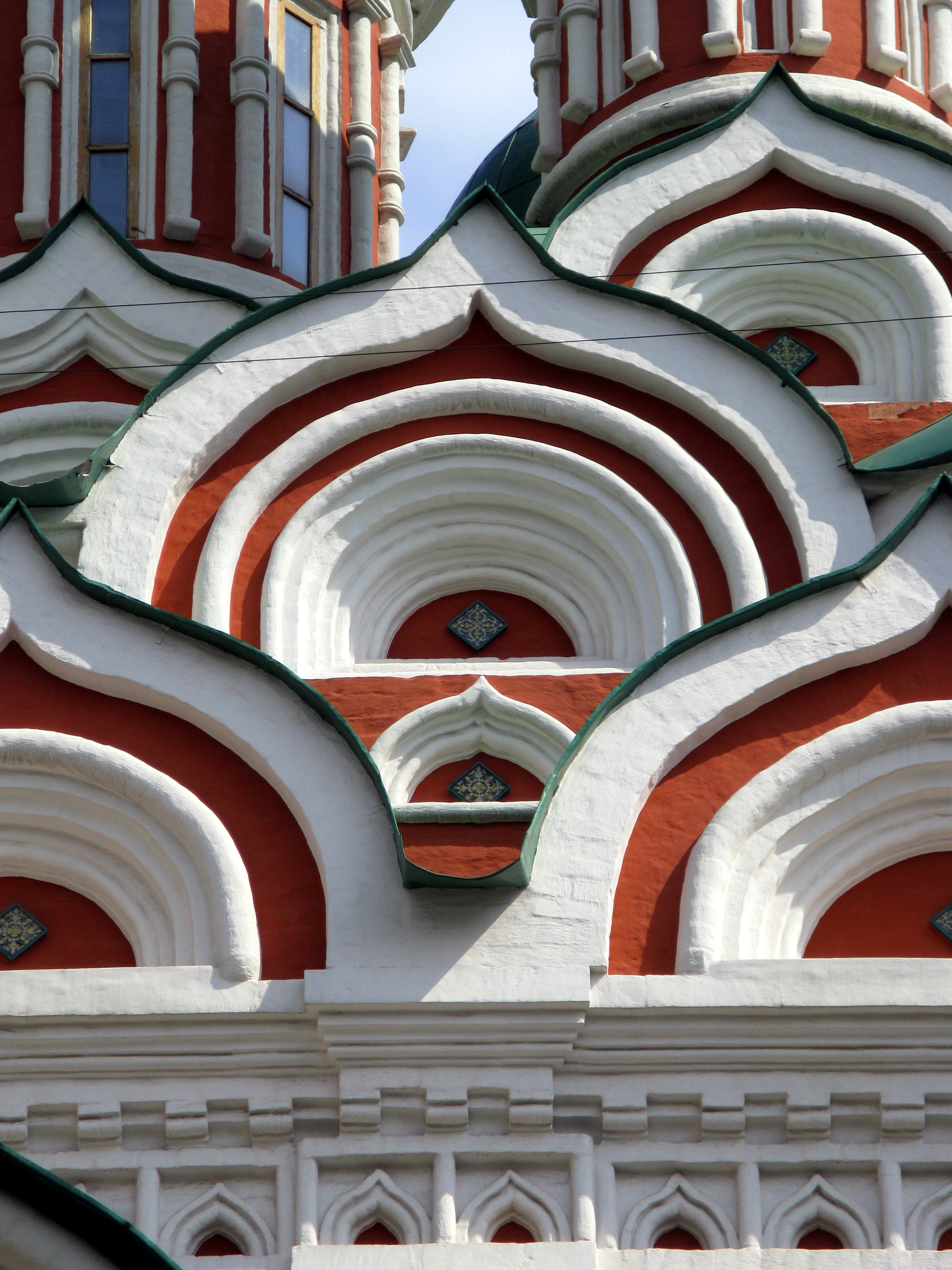
Vue des kokochniks de l’église de la Trinité de Nikitniki de Moscou.

Le kokochnik (russe : кокошник) (le mot « arc-diadème » est parfois utilisé en français pour désigner cet élément d'architecture) en Russie est un élément d'architecture décoratif extérieur d'origine russe qui s’apparente au corbeau ou encorbellement, mais il est purement décoratif et ne soutient rien, à l'inverse des zakomars qui s'appuient sur les voûtes et soutiennent les tambours et coupoles qui les dominent.
Il est utilisé à partir du XVIe siècle dans les églises et est fort en vogue au XVIIe siècle. Il doit son nom au kokochnik, coiffure traditionnelle féminine dont il rappelle la forme. Il est arqué de manière semi-circulaire et se trouve aux pignons, en haut des murs ou à la base des tours. Il comporte une petite pointe légèrement ogivale au milieu de son sommet.
Son aspect décoratif est utilisé pour assurer une transition douce entre la base carrée d'un édifice et le cylindre du tambour d'une coupole ou la pyramide d'un clocher. Leurs formes peuvent être variées : cintrés, en accolade, triangulaires. Ils peuvent être groupés de différentes façons : en superposition, en chevauchement.  

## Exemples d'églises à kokochniks

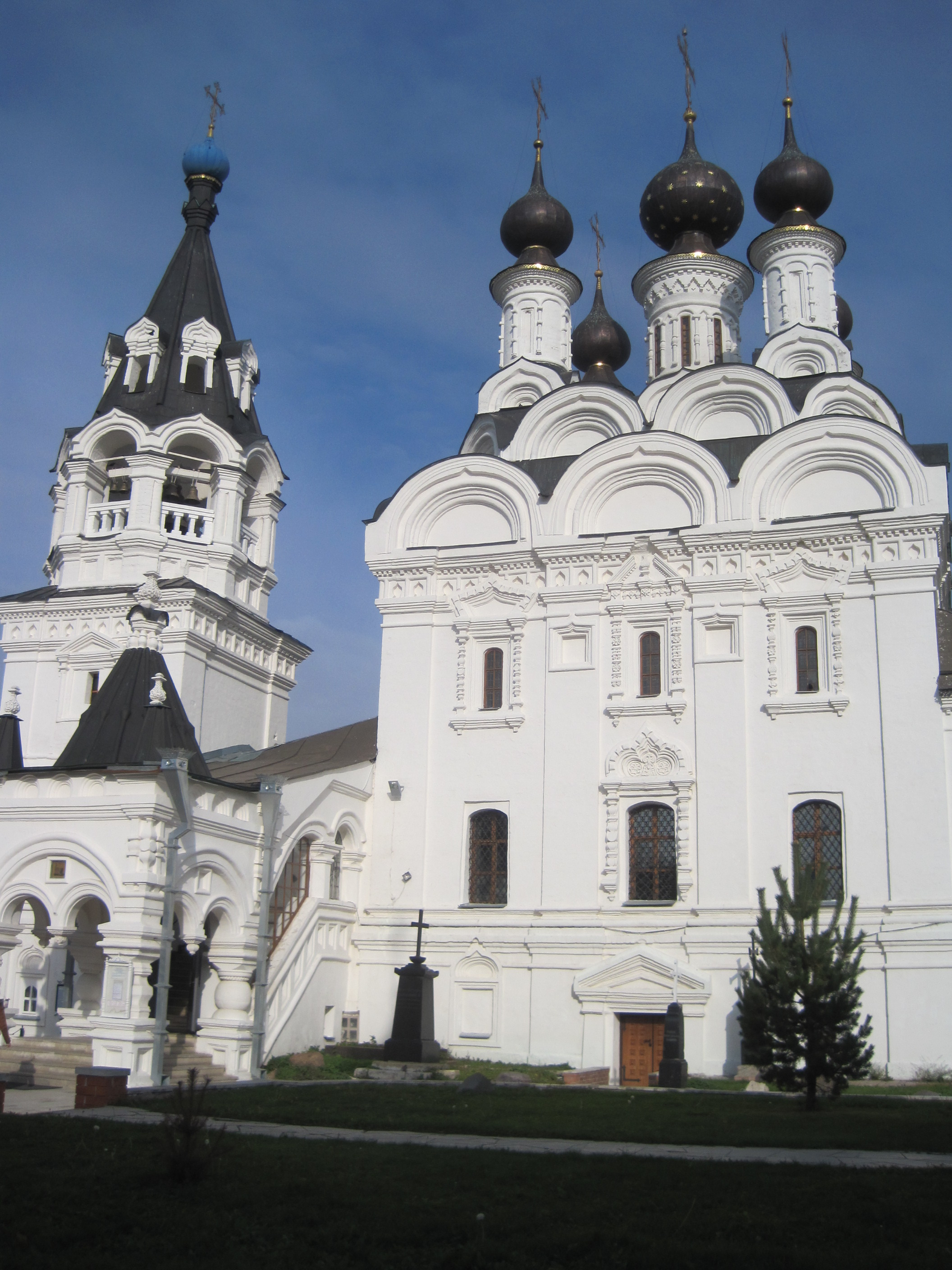
Façade de l'église du monastère de l'Annonciation à Mourom.

- Église Saint-Nicolas de Kolomna